# Éditions Grancher

Les Éditions Grancher est une maison d'édition française qui fut fondée à Paris par Jacques Grancher sous le nom des Éditions de la Pensée Moderne en 1952, puis Éditions Grancher en 1954.
En 2018 la maison d'édition a été reprise par le groupe Piktos dont le siège social se situe à Escalquens (Occitanie).

## Histoire
Les éditions Grancher furent fondées en 1952. Installées dans le sixième arrondissement parisien, elles publiaient à l'époque surtout des livres sur le coaching, la cuisine, la psychologie ou le tarot. 
Grancher a publié, entre autres, l’autobiographie de Marine Le Pen À contre flots, en 2006, avec des réticences du circuit commercial, puis Pour que vive la France en 2012, avec moins de tensions et de meilleures ventes. 
En juillet 2013, la société Piktos, composé de sept autres maisons d'édition prend une participation majoritaire dans la société et il est décidé par ce groupe Piktos, en septembre 2013, « de restituer les droits des ouvrages publiés par les Éditions Grancher à Madame Le Pen » et de ne plus la publier, ni de publier d'ouvrages politiques.
Le 27 juillet 2018 la société Éditions Grancher est absorbée par la société Piktos avec effet rétroactif comptable au premier janvier 2018.
Désormais la maison d'édition a modifié sa ligne éditoriale et propose des livres pratiques et des oracles pour l'épanouissement, la santé et le bien-être.

## Auteurs publiés
- Sylvie Simon
- Sarah Mostrel
- Docteur Michel Lenois
- Pierre Ricono
- Carole-Anne Eschenazi
- Priscilla Luthringer
- Cécile Desthuilliers
- Colette Silvestre
- Frédérique Sallé Voisin
- Chloé Turgis